# Metro v Římě
Metro (italsky Metropolitana; Metrò) tvoří v Římě, hlavním městu Itálie, síť tří linek (oranžová, modrá a zelená označované písmeny A, B a C).
Na rozdíl od ostatních měst v Evropě je metro v Římě poměrně málo rozvinuté (síť pod třímilionovým velkoměstem dosahuje jen 60 km). Z určité části na tom má zásluhu z archeologického hlediska velmi komplikované podloží města; pod Římem se nachází mnoho vykopávek, které zpomalují či oddalují jakoukoliv stavbu tohoto typu.

## Historie a charakter provozu

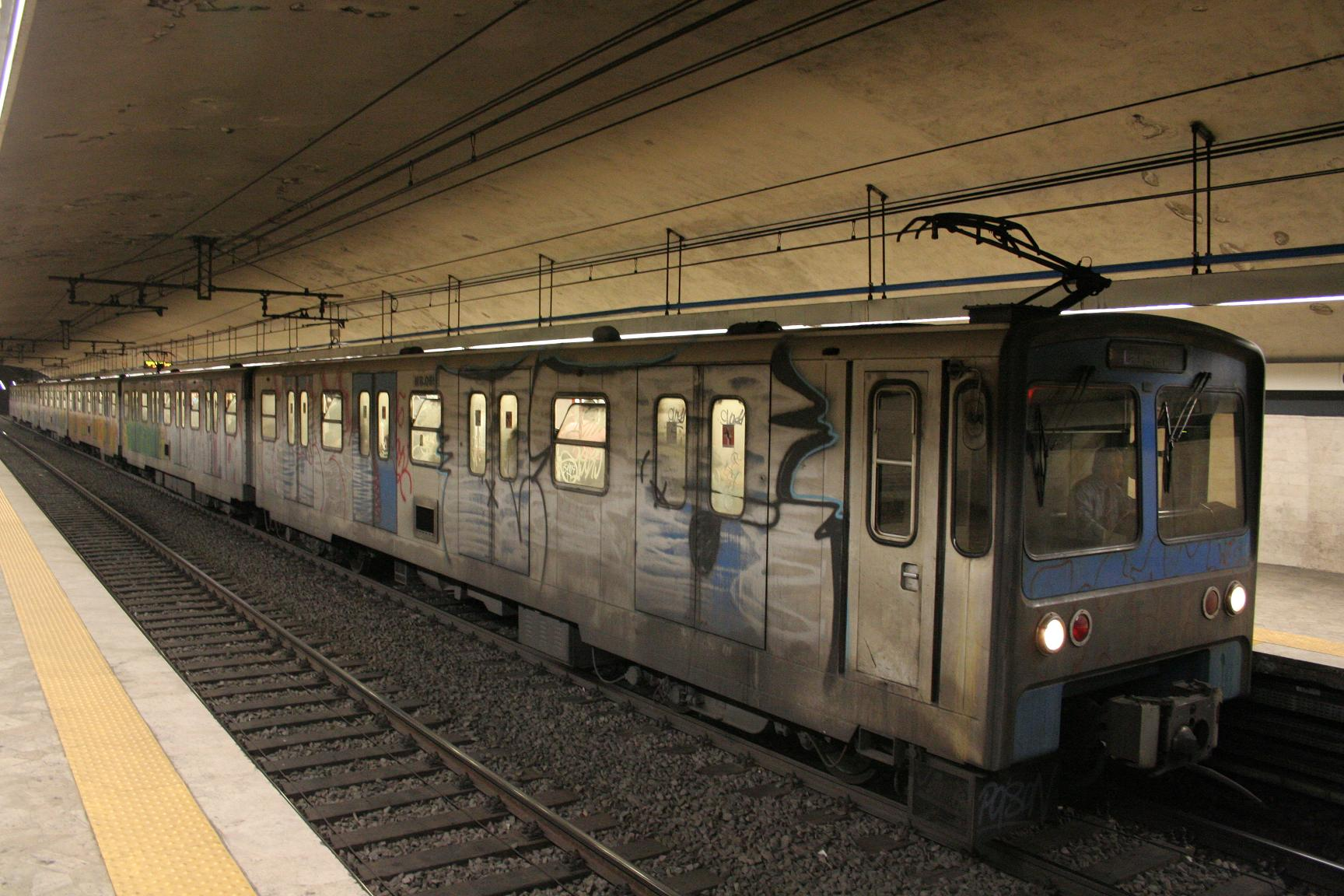
Vagón metra na stanici u Kolosea, 2007

První úsek dnes provozovaného metra byl zprovozněn v roce 1955. Do roku 2014 byly otevřeny tři linky A, B a C v současnosti se prodlužuje linka C (zelená) a větev B1 trasy B. Linka D (žlutá) se plánuje, bude vedena paralelně k lince B. V provozu jsou dvě přestupní stanice – Termini (linky A a B) a San Giovanni (linky A a C). Kromě metra je v provozu také příměstská železnice, která byla zprovozněna již v 30. letech 20. století.
Dne 17. října 2006 došlo ve stanici Vittorio Emanuele k nehodě metra; při níž se srazily dva vlaky, sesunula se i část stropu. Zemřela jedna žena, mnoho lidí bylo zraněno. Jednalo se nejspíš o chybu, teroristický útok byl vyloučen.
Zajímavostí římského metra je to, že se v něm (stejně jako na italské železnici) jezdí vlevo.

### Chronologie zprovozňování jednotlivých úseků metra
- 9. února 1955: linka B, zprovozněn úsek Termini – Laurentina
- 19. února 1980: linka A, zprovozněn úsek Ottaviano – Cinecittà
- 11. června 1980: linka A, zprovozněn úsek Cinecittà – Anagnina
- 8. prosince 1990: linka B, zprovozněn úsek Termini – Rebibbia
- 29. května 1999: linka A, zprovozněn úsek Ottaviano – Valle Aurelia
- 1. ledna 2000: linka A, zprovozněn úsek Valle Aurelia – Battistini
- 23. června 2003: linka B, zprovozněna stanice Quintiliani
- 13. června 2012: linka B1, (Větev trasy B) úsek Bologna - Conca d'Oro
- 9. listopadu 2014: linka C, zprovozněn úsek Parco di Centocelle - Pantano/Monte Compatri
- 21. dubna 2015: linka B1, zprovozněn úsek Conca d'Oro - Jonio
- 29. června 2015: linka C, zprovozněn úsek Parco di Centocelle - Lodi
- 12. května 2018: linka C, zprovozněn úsek Lodi - San Giovanni

## Stanice

### Linka A
- Anagnina
- Cinecittà
- Subaugusta
- Giulio Agricola
- Lucio Sestio
- Numidio Quadrato
- Quadraro Porta Furba
- Arco di Travertino
- Colli Albani
- Furio Camillo
- Ponte Lungo
- Re di Roma
- San Giovanni - Přestup na Linku C
- Manzoni
- Vittorio Emanuele
- Termini - Přestup na linku B
- Repubblica
- Barberini
- Spagna
- Flaminio
- Lepanto
- Ottaviano
- Cipro
- Valle Aurelia
- Baldo degli Ubaldi
- Cornelia Battistini

### Linka B
- Rebibbia
- Ponte Mammolo
- S. Maria del Soccorso
- Pietralata
- Monti Tiburtini
- Quintiliani
- Tiburtina
- Bologna
- Policlinico
- Castro Pretorio
- Termini - Přestup na linku A
- Cavour
- Colosseo
- Circo Massimo
- Piramide
- Garbatella
- S. Paolo
- Marconi
- Magliana
- Eur Palasport
- Eur Fermi
- Laurentina

### Linka C
- Fori Imperiali-Colosseo Přestup na Linku B (cca 2026)
- Amba Aradam/Porta Metronia-Ipponio (cca 2028)
- San Giovanni - Přestup na Linku A
- Lodi
- Pigneto
- Malatesta
- Teano
- Gardenie
- Mirti
- Parco di Centocelle
- Alessandrino
- Torre Spaccata
- Torre Maura
- Giardinetti
- Torrenova
- Torre Angela
- Torre Gaia
- Grotte Celoni
- Due Leoni-Fontana Candida
- Borghesiana
- Bolognetta
- Finocchio
- Graniti
- Monte Compatri/Pantano